# Clytia malayense
Clytia malayense är en nässeldjursart som först beskrevs av Paul Torben Lassenius Kramp 1961.  Clytia malayense ingår i släktet Clytia och familjen Campanulariidae. Inga underarter finns listade i Catalogue of Life.